# Крістін Мар'я Бальдурсдоттір
Крістін Мар'я Бальдурсдоттір (ісл. Kristín Marja Baldursdóttir; нар. 21 січня 1949, Хафнарфйордур) — ісландська письменниця.

## Біографія
У 1991 році вона отримала диплом викладача німецької та ісландської мов в Університеті Ісландії.

## Творчість
Перший роман Mávahlátur («Сміх чайки») з'явився друком 1995 року, згодом він був поставлений на сцені та екранізований. Її твори перекладено німецькою, голландською, данською, норвезькою та шведською мовами. В Ісландії її «твори […] були важливими для руйнування кордонів між елітою та популярною культурою», її романи, як правило, зосереджені на «жіночих проблемах у сучасному міському суспільстві».

## Відзнаки
16 листопада 2011 року Крістін Мар'я отримала щорічну нагороду імені Йонаса Халлгрімссона. На думку журі, «темою Крістін Мар'ї є реальність ісландських жінок. Вона висвітлює життя і працю, мрії та прагнення жінки».

## Романи
- Mávahlátur (Сміх чайки) 1995
- Hús úr húsi (Від дому до дому) 1997
- Kular af degi (Як день стає холоднішим) 1999
- Mynd af konu (Портрет жінки) 2000
- Kvöldljósin eru kveikt (Нічні вогні горять) 2001
- Karitas án titils (Карітас без назви) 2004
- Óreiða á striga (Хаос на полотні) 2007
- Karlsvagninn (Велика Ведмедиця) 2009
- Kantata (Кантата) 2012
- Svartalogn (Чорний спокій) 2016
- Gata mæðranna (Вулиця матерів) 2020